# A. E. Wilder-Smith
Arthur Ernest Wilder-Smith, Fellow da Sociedade Real de Química (Royal Society of Chemistry) (22 de dezembro de 1915 – 14 de setembro de 1995), mais comumente conhecido como A. E. Wilder-Smith, foi um químico orgânico britânico e criacionista da Terra jovem.

## Biografia
Wilder-Smith tornou-se professor de farmacologia no Centro Médico da Universidade de Illinois em 1963. Ele teve problemas sérios com as visões evolucionárias sobre a origem da vida, em seu livro The Creation of Life e Man's Origin, Man's Destiny conforme Walter L. Bradley. Ele sustentou "que a conversão do fluxo de energia em informações permanece, neste momento, indemonstrada e sem base teórica." Alguns o consideravam o criacionista líder da Europa. Ele não tinha medo de corrigir os criacionistas quando eles estavam errados, como quando ele fez o comentário à Francis Arduini, em 1984, de que Morris "não sabia nada sobre termodinâmica".
Em 1966, ele publicou o livro Herkunft und Zukunft des Menschen  que promoveu as alegações de Burdick e de outros de que dinossauros e pegadas humanas existiam juntas no Rio Paluxy. Wilder-Smith incluiu em seu livro chapas que mostram o local de Paluxy incluindo chapas atribuídas a si mesmo, a Burdick e a Taylor. Com exceção da placa 6 de Burdick todas as placas que eram reivindicadas como passos humanosestavam in situ. Em meados da década de 1980 as pegadas foram mostradas não ser de origem humana, e alguns espécimes foram mostrados ser adulterados ou entalhados, em particular os blocos soltos atribuídos à Burdick.
Na visão da National Center for Science Education, a obra de Wilder-Smith de 1981 The Natural Sciences Know Nothing of Evolution contém uma variedade de falsidades e erros. Kenneth Christiansen, Professor de Biologia no Grinnell College, revisou o livro afirmando que "a falha mais fundamental do livro é uma aparente confusão ou ignorância (é difícil dizer) sobre a nossa atual compreensão do processo evolutivo."

## Honras
Wilder-Smith foi um Fellow da Royal Society of Chemistry

## Publicações
- Urinary elimination of synthetic oestrogens and stilboestrol glucuronide in animals. (Biochem J. 1948; 42(2): 253–257)
- The isolation and properties of the monoglucuronides of stilboestrol, hexoestrol and dienoestrol (Biochem J. 1948; 42(2): 258–260)
- Preparation of some new 4-substituted derivatives of p-amino-o-hydroxyphenyl-1,3,4-oxadiazolone-5 and study of their mycobacteriostatic activity. VII. (Arzneimittelforschung. 1967 Jun;17(6):768-72)
- Some tuberculostatic 1,3,4-oxadiazolones(-5) and 1,3,4-oxadiazolthiones(-5). II: Biological spectrum in vitro and activity in vivo in relation to resistance emergence. (Arzneimittelforschung. 1962 Mar;12:275-80.)
- The excretion of synthetic oestrogens as ethereal sulphates and monoglucuronides in the rabbit and in man (Biochem J. 1949; 44(3): 366–368.)
- The Action of Phosgene on Acid Hydrazides to Give 1,3,4-Oxdiazolones of Interest in the Treatment of Tuberculosis (Science, Volume 119, Issue 3094, pp. 514)
- Metabolism of Synthetic Å’strogens in Man (nature 160, 787-787 (6 December 1947))
- M. B. Sahasrabudhe, A. E. Wilder Smith (1947) The determination of dienoestrol Biochem J.; 41(2): 190–192.
- THE INSTABILITY OF OESTROGENS IN SOLUTION (J Endocrinol January 1, 1946 5 152-157)
- Preliminary screening of some new oxadiazol-2-ols with special reference to their antipyretic, analgesic, and anti-inflammatory properties. V. (Arzneimittelforschung. 1963 Apr;13:338-41.)
- Smith, A. E. W., Frommel, E. and Morris, R. W. (1959), Effect of Local Anaesthetics on Barbiturate Sleeping Time. Journal of Pharmacy and Pharmacology, 11: 600–606.
- A. E. WILDER SMITH & HANS BRODHAGE (1961) Biological Spectrum of Some New Tuberculostatic 1,3,4-Oxadiazolones with Special Reference to Cross-Resistance and Rates of Emergence of Resistance Nature 192, 1195 (23 December 1961)
- Why Does God Allow It? and Other Essays. (Victory Press, 1960) ASIN B0000CKQ3P
- The Scientific Alternative to Neo-Darwinian Evolutionary Theory. (The Word For Today, 1987)
- The Natural Sciences Know Nothing of Evolution. Master Books/Institute for Creation Research, 1981. ISBN 0-89051-062-8
- Man's Origin/Man's Destiny. Harold Shaw; 1st edition (January 1, 1969), (paperback Bethany House Pub, June 1975) ISBN 0-87123-356-8
- He Who Thinks Has To Believe (The Word For Today, 1981)
- The Creation of Life: Cybernetic approach to evolution (H. Shaw; [1st ed.] edition, 1970) (Master Books/Institute for Creation Research, 1981) ISBN 0-89051-070-9
- The Time Dimension. (Word for Today, October 1993) ISBN 0-936728-45-0
- Why Does God Allow It? (Victory Press, 1960) (Master Books/Institute for Creation Research, 1980) ISBN 0-89051-060-1
- Is This a God of Love?. (Word for Today, December 1991) ISBN 0-936728-39-6